# Intel QuickPath Interconnect

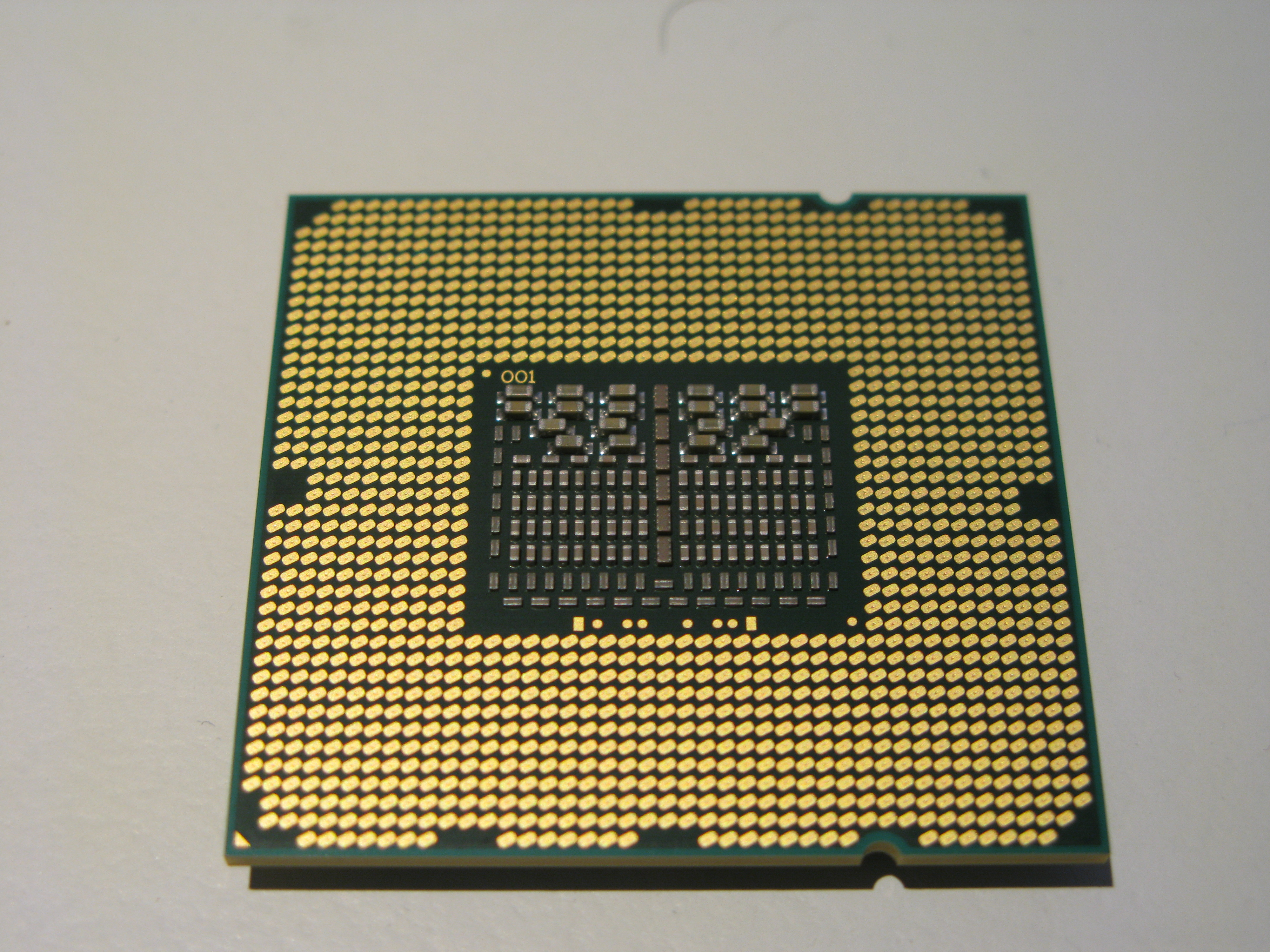
Intel Core i7, Microprocesadores Intel compatibles con Socket 1366

El Intel QuickPath Interconnect ("QuickPath", "QPI") es una conexión punto a punto con el procesador desarrollado por Intel para competir con HyperTransport. Antes de revelar su nombre, Intel lo mencionaba como Common System Interface o "CSI" . Los primeros desarrollos fueron conocidos como YAP (Yet Another Protocol) y YAP+. El desarrollo fue hecho en el Massachusetts Microprocessor Design as Desktop, Xeon e Itanium. Intel lo lanzó en noviembre de 2008 en su familia de procesadores Intel Core i7 y en el chipset X58, y es usado en los  procesadores Nehalem, Tukwila y Sandy Bridge.
El QPI es un elemento de un sistema de arquitectura que Intel llama QuickPath architecture que implementa como Intel llama QuickPath technology. Tal como el HyperTransport de AMD, la arquitectura QuickPath Architecture asume que el procesador tiene un controlador de memoria integrado, obligando así a los multiprocesadores a usar una arquitectura NUMA.
Cada QPI comprime 2 conexiones punto a punto de 20-bit, una para cada dirección, para un total de 42 señales. Cada señal es un par diferencial, formando así un número de 84.
El QuickPath reporta velocidades de 4,8 a 6,4 GT/s por segundo por dirección. El ancho de banda va de 12,0 a 16,0 GB/s por dirección, o 24,0 a 32,0 GB/s por conexión.
La implementación inicial en el Nehalem usa una conexión de 25,6 GB/s a 20-bit. Esta conexión provee exactamente el doble del ancho de banda teórico de un FSB de Intel a 1600 MHz (usados en el chipset Intel X48).
| Versión Intel QuickPath Interconnect | Año  | Frecuencia max. | Ancho enlace max. | Ancho de banda agregado max. (bidireccional) | Ancho de banda max. 16-Bit (unidireccional)* |
| ------------------------------------ | ---- | --------------- | ----------------- | -------------------------------------------- | -------------------------------------------- |
| 1.0                                  | 2008 | 3,2 GHz         | 20 Bit            | 25,6 GB/s                                    | 12,8 GB/s                                    |

- Los procesadores actuales operan con conexiones de 16 bit. La velocidad de reloj a la cual opera viene determinada por el procesador; el Core i7 920 y 940 funcionan con conexiones de 9,6 GB/s unidireccionales y 19,2 GB/s bidireccionales mientras el Core i7 965XE usa 12,8 GB/s y 25,6 GB/s respectivamente.